# Friedrich von Hagedorn
Friedrich von Hagedorn (ur. 23 kwietnia 1708 w Hamburgu; zm. 28 października 1754 tamże) – pisarz niemiecki, przedstawiciel rokoko w literaturze.
W latach 1729–1731 pracował jako prywatny sekretarz duńskiego posła w Londynie Henrika Frederika von Söhlenthala. Po powrocie z Anglii przybył do Hamburga gdzie pisywał do gazety "English Court".

## Dzieła
- Fabeln und Erzählungen (1738),
- Oden und Liedern (1742-1752).

## Opracowania
- Reinhold Münster: Friedrich von Hagedorn. Personalbibliographie, mit einem Forschungsbericht und einer Biographie des Dichters. Würzburg : Königshausen & Neumann, 2001.
- Reinhold Münster: Friedrich von Hagedorn. Dichter und Philosoph der fröhlichen Aufklärung. München: Judicium 1999.